# Servizio bibliotecario nazionale
Il Servizio bibliotecario nazionale (SBN) è la rete delle biblioteche italiane promossa dal Ministero della cultura, con la cooperazione delle Regioni e delle Università, e coordinata dall'Istituto centrale per il catalogo unico delle biblioteche italiane e per le informazioni bibliografiche (ICCU).

## Storia
Il progetto di Servizio bibliotecario nazionale nasce con l'obiettivo di superare la frammentazione e favorire la cooperazione delle strutture bibliotecarie italiane, su impulso della Conferenza nazionale delle biblioteche italiane tenutasi dal 22 al 24 gennaio 1979 a Roma. Ideato da Angela Vinay (Direttrice dell'ICCU) e da Michel Boisset (Direttore della Biblioteca dell'Istituto Universitario Europeo), in collaborazione con un gruppo di bibliotecari e informatici. La fase di progettazione è ufficialmente avviata il 4 aprile 1980, con la costituzione di una commissione di esperti composta da rappresentanti del Ministero dei Beni culturali (MiBAC), dell'ICCU, della Biblioteca Nazionale Centrale di Firenze, dell'Istituto universitario europeo e del Consiglio Nazionale delle Ricerche. 
Il documento finale prodotto dalla commissione propone la creazione di tale servizio, articolato in:
- un catalogo unico delle risorse librarie, prodotto dall'insieme integrato dei cataloghi locali;
- un archivio bibliografico nazionale, assicurando qualità, completezza e coerenza della descrizione bibliografica;
- un servizio nazionale di accesso ai documenti.[2]

Nel 1982 il progetto viene presentato da Angela Vinay alla comunità bibliotecaria in occasione del 30º congresso della Associazione italiana biblioteche tenuto a Giardini-Naxos il 21-24 novembre 1982. Nel 1984, il MiBAC sottoscrive un protocollo di intesa con le Regioni per lo sviluppo del progetto SBN.
Nel 1985, vengono costituiti i primi due Poli, quelli delle Biblioteche Nazionali Centrali, di Roma e di Firenze. Dal 1987 al 1990, con il Progetto "Sistema beni librari", vengono recuperati i cataloghi della Bibliografia nazionale italiana (BNI), del Bollettino delle opere moderne straniere (BOMS) e di altri cataloghi relativi a fondi musicali e d'interesse meridionalistico, che vanno a costituire il primo consistente nucleo del catalogo. Nel 1992, il protocollo di intesa MiBAC-Regioni è allargato al Ministero dell'università e della ricerca Scientifica e Tecnologica coinvolgendo nel progetto molte biblioteche universitarie. Inoltre, attraverso il collegamento di altri Poli alla rete SBN, viene ufficialmente attivata la rete nazionale.
Nel 1996 è avviato uno studio di fattibilità per realizzare un'unica banca dati, integrando le precedenti relative a libri moderni, libri antichi e musica, e permettere la gestione del materiale grafico e cartografico, consentendo anche un certo grado di interoperabilità con programmi non sviluppati all'interno del SBN.
Nel 2002, con l'avvio del progetto "Evoluzione dell'Indice SBN", avviene una ristrutturazione e razionalizzazione della banca dati centrale dell'Indice, così come una sua apertura ad altri sistemi di gestione bibliotecaria non legati a SBN che utilizzano i formati bibliografici più diffusi (UNIMARC, MARC21).

## Organizzazione
Il Servizio bibliotecario nazionale collega biblioteche statali, di enti locali, universitarie e private operanti in diversi settori disciplinari. Le biblioteche partecipanti sono raggruppate in poli locali, collegati a loro volta all'Indice SBN, che contiene il catalogo collettivo del patrimonio posseduto dalle biblioteche aderenti al servizio. L'adesione al Servizio implica per la biblioteca o per il polo locale di biblioteche la sottoscrizione di un accordo con l'ICCU, per definire i rispettivi impegni nello sviluppo di SBN e dei servizi connessi.
Una tra le funzioni fondamentali del Servizio Bibliotecario Nazionale è la catalogazione partecipata fra le biblioteche aderenti: ogni record bibliografico (libri, codici di autorità o altro) viene descritto una sola volta dalla biblioteca o dal polo di biblioteche che per primo lo acquisisce. Le altre biblioteche si limitano a riportare nel proprio catalogo il record già registrato nell'Indice, aggiungendo solo l'indicazione che anche loro sono in possesso di quel dato record.
Le singole basi dati dei poli, tuttavia, condividono la sola descrizione bibliografica di un record, mantenendo così totale autonomia riguardo alla possibilità di aggiungere ulteriori informazioni (come la collocazione locale di un libro, gli ordini di acquisto, chiavi di ricerca più specifiche, eccetera). Le biblioteche hanno piena autonomia anche per quanto riguarda le scelte organizzative e gli investimenti per hardware e software.
Al 5 novembre 2018 vi aderiscono 6 320 biblioteche (organizzate in 104 poli) e la base dati bibliografica contiene 17 162 840 notizie bibliografiche, corredate da 92 110 636 localizzazioni (ossia, indicazioni della biblioteca che le possiede). Il catalogo collettivo comprende diverse tipologie di documenti: materiale antico (monografie a stampa dal XV secolo fino al 1830), materiale moderno (monografie, registrazioni audio e video, archivi elettronici, periodici e altri materiali a partire dal 1831), musica manoscritta, musica a stampa e libretti, materiale grafico e cartografico. Gli accessi al catalogo sono compresi fra i 2,8 milioni e i 4,6 milioni al mese.

## Servizi

### La ricerca bibliografica
Dal 1997, il catalogo collettivo è disponibile in Rete mediante il sistema OPAC (Online Public Access Catalogue), che nel tempo ha visto la realizzazione di varie interfacce. A corredo della ricerca sono disponibili una serie di servizi quali ad esempio il salvataggio delle ricerche effettuate nella sessione, la gestione di liste di preferiti e l'invio tramite e-mail dei risultati.
Attraverso la consultazione OPAC è possibile inoltre:
- accedere ai servizi di consultazione, prestito e riproduzione offerti dalle biblioteche sui loro OPAC locali;
- accedere alle informazioni relative agli orari di apertura e al patrimonio posseduto dalle biblioteche partecipanti a SBN, grazie all'integrazione con la base dati dell'Anagrafe delle biblioteche italiane;
- consultare le voci di autorità di autori e titoli uniformi;
- accedere a eventuali risorse digitali;
- visualizzare o scaricare in formato UNIMARC i record bibliografici;
- consultare come client Z39.50 anche altri cataloghi nazionali e internazionali.

### Il prestito interbibliotecario
Il Servizio bibliotecario nazionale mette a disposizione l'Inter library loan SBN (ILL SBN), servizio nazionale di prestito interbibliotecario e di fornitura di documenti, accessibile a tutti e rivolto ai bibliotecari e agli utenti finali.
Il servizio del prestito interbibliotecario è stato alla base del progetto SBN, avendo integrato le competenze e i progetti avviati nel novembre 1979 dal gruppo di lavoro ECO (Esperienza di cooperazione), poi proseguito nel progetto SNADOC (Servizio nazionale di accesso ai documenti), avviato in Toscana a metà degli anni ottanta.
Negli anni 2010, il servizio di prestito comprende i cataloghi dell'Indice SBN, del Catalogo Italiano dei Periodici (ACNP) e del catalogo collettivo di spogli di periodici italiani di economia, scienze sociali e storia dell'Associazione ESSPER.

### Libri
- Claudio Leombroni, Il Servizio bibliotecario nazionale. Idee, passioni, storia., in Paolo Traniello (a cura di), Storia delle biblioteche in Italia, dall'Unità a oggi, Bologna, Il Mulino, 2002, ISBN 88-15-08848-2.
- Erica Gay e Gianni Bonazzi (a cura di), Servizio bibliotecario nazionale, realizzazioni e prospettive, atti della 3. Conferenza nazionale per i beni librari, Torino, 26-28 aprile 1990, Torino, Regione Piemonte, 1993, ISBN 88-7678-082-3.
- Il Servizio Bibliotecario Nazionale, 2ª edizione riveduta e corretta, Roma, Istituto centrale per il catalogo unico delle biblioteche italiane e per le informazioni bibliografiche, 1985, ISBN 88-7107-035-6.

### Pubblicazioni
- Atti della Conferenza nazionale delle biblioteche italiane sul tema "per l'attuazione del sistema bibliotecario nazionale", in Accademie e biblioteche d'Italia, vol. 47, n. 1-2, Roma, Ministero della Pubblica Istruzione, 1979,  pp. 40-42.